# 藤森三男
藤森 三男（ふじもり みつお、1934年7月3日 - 2020年3月29日）は、日本の経営学者。

## 略歴
長野県諏訪市出身。長野県諏訪清陵高等学校を経て、1960年慶應義塾大学経済学部卒業。1965年同大学商学部助手。1971年カリフォルニア大学ロサンゼルス校School of Management客員研究員。1972年慶應義塾大学商学部助教授。1980年同大学教授。1982年ニューサウスウェールズ大学Faculty of Commerce交換教授兼任。1990年ミネソタ大学ツインシティー校School of Management交換教授兼任。2000年慶應義塾大学名誉教授、立正大学経営学部教授。経済学博士、商学博士。2020年3月逝去

## 著書

### 単著
- 『経営分析論』
- 『定性要因による経営分析』有斐閣 1983年
- 『経営分析入門』慶應通信 1991年
- 『オーストラリアの企業環境と経営』慶應通信 1991年
- 『企業経営の基礎知識』オーム社 1994年
- 『儒教資本主義の運命と代案』

### 共著
- 『日本経済入門』野澤素子共著 創拓社 1992年
- 『企業成長の理論』山口操共著 千倉書房 1992年
- 『ハイブリッド・キャピタリズム』榊原貞雄、佐藤和共著 慶應義塾大学出版会 1997年